# 周芬伶
周芬伶（1955年2月13日—），筆名沈靜，臺灣屏東縣潮州鎮人，教師、作家。畢業於政治大學中國語文學系、東海大學中國語文研究所碩士班。現任東海大學中國語文學系教授。創作文類以散文、小說為主，所著以女性書寫聞名，文字間既有感性的流暢，亦有精細的修飾。

## 作品

### 散文集
- 《絕美》1985
- 《花房之歌》1989
- 《閣樓上的女子》1992
- 《熱夜》1996
- 《女阿甘正傳》1996
- 《戀物人語》2000
- 《汝色》2002
- 《周芬伶精選集》2002
- 《女人，是變色的玫瑰？》2003
- 《母系銀河》2005
- 《仙人掌女人收藏書》2006
- 《紫蓮之歌》2006
- 《青春一條街》2009
- 《蘭花辭》2010
- 《雜種》2011
- 《散文課》2013
- 《創作課》2014
- 《北印度書簡》2014
- 《红唇与领带》2014
- 《美學課》2016
- 《小說與故事課》2019
- 《雨客與花客》2020
- 《隱形古物商》2022

### 短篇小說
- 《百合雲梯》 1994
- 《妹妹向左轉》 1996
- 《世界是薔薇的》 2002
- 《影子情人》 2003
- 《浪子駭女》 2003
- 《粉紅樓窗》 2006
- 《小王子》2007
- 《紅咖哩黃咖哩》 2015

### 長篇小說
- 《濕地》 2017
- 《花東婦好》 2017

### 文學論著
- 《艷異-張愛玲與中國文學》 1999
- 《豔遇才子書—四大古典小說中的絕妙好辭》 2003
- 《艳异：张爱玲与中国文学》 2003
- 《孔雀藍調—張愛玲評傳》 2005
- 《芳香的祕教:性別、愛欲、自傳書寫論述》 2006
- 《探索西遊記與鏡花緣》 2006
- 《聖與魔──臺灣戰後小說的心靈圖像（1945-2006）》  2007
- 《哀与伤：张爱玲评传》  2007
- 《張愛玲課》  2021
- 《經典與非典：文學世紀初》  2021
- 《情典的生成：張學與紅學》  2021

### 口述歷史
- 《憤怒的白鴿--走過台灣百年歷史的女性》  1998

### 人物傳記
- 《龍瑛宗傳》  2015

### 兒童／青少年文學
- 《醜醜》  1991
- 《藍裙子上的星星》  1992
- 《小華麗在華麗小鎮》  1993
- 《叫我公主：小華麗公主華麗頌》  2020

### 專書編輯
- 《繁花盛景⎯台灣當代文學新選》  2007
- 《散文新四書 夏之豔》  2011
- 《臺灣現當代作家研究資料彙編 12 琦君》  2011
- 《葉過林隙：楊牧和他們的東海》  2021

## 獲獎
散文
- 1989年以《花房之歌》獲得中山文藝獎
- 1989年獲得中國文藝協會頒發的中國文藝獎章散文創作獎。
- 1998年獲得第十五屆吳魯芹散文獎
- 2004年以〈影子情人〉獲得吳濁流文學獎小說獎
- 2010年以《蘭花辭：物與詞的狂想》獲台灣文學獎圖書類散文金典獎。[4]
- 2018年以《花東婦好》獲得金鼎獎【圖書類】《 文學圖書獎 》與台北國際書展大獎《小說類首獎》

## 外部連結
- 東海大學中國文學系師資簡介
- 鮮文學網駐站作家